# كاسيك جبلي
كاسيك جبلي (الاسم العلمي: Cacicus chrysonotus) (بالإنجليزية: Mountain Cacique)‏ هو نوع من الطيور يتبع جنس الكاسيك من فصيلة الصفراويات.